# Sceloenopla goniaptera
Sceloenopla goniaptera es una especie de insecto coleóptero de la familia Chrysomelidae. Fue descrita científicamente en 1832 por Perty.